# Región de Mesjetia-Yavajetia
La región de Mesjetia-Yavajetia (en georgiano: სამცხე-ჯავახეთი, Samtsje-Yavajeti) es una de las nueve regiones administrativas (mjare) en que se organiza Georgia desde 1996, que se corresponde en gran medida con la región histórica y geográfica de Mesjetia. Se encuentra en el sur del país y limita con Turquía y Armenia.  Comprende un territorio de 6413 km² y tenía una población en 2014 de 160 504 habitantes. La capital es Ajaltsije.
La región se subdivide en seis distritos administrativos: Ajaltsije, Adigueni, Aspindza, Bordshomi, Ajalkalaki y Ninotsminda. Limita con las regiones georgianas de Guria e Imerecia, al norte; con Kartli (Shida Kartli y Kvemo Kartli), al nordeste y este; con la república autónoma de Ayaria al oeste; y con Armenia y Turquía, como ya se dijo, al sur.

## Demografía
La mayoría de los habitantes son étnicamente armenios (50,5%) y georgianos (48,3%). Las lenguas que se hablan son el georgiano, el armenio y el ruso.

### Expulsión de los turcos mesjetios de Mesjetia
Los turcos mesjetios (también conocidos simplemente como mesjetios) eran los antiguos habitantes de Mesjetia (ahora conocida como Samtsje) la parte de Georgia cercana a la frontera con Turquía. Entre el 15 y el 25 de noviembre de 1944 fueron deportados al Asia Central por orden de Stalin y fueron ubicados en una zona que se encuentra en las fronteras de los estados actuales de Kazajistán, Kirguistán y Uzbekistán. Todavía hoy muchos de ellos se encuentran en esos países. De los 100.000 deportados forzosos, murieron unos 10 000.

### Política demográfica
Según el censo de 2014, los armenios étnicos (concentrados principalmente en los distritos de Ajalkalaki y Ninotsminda), son mayoría en la región, suponiendo un 50,5% de la población. Junto a ellos se encuentran en la región griegos pontios, osetios y georgianos.

## Puntos de interés turístico

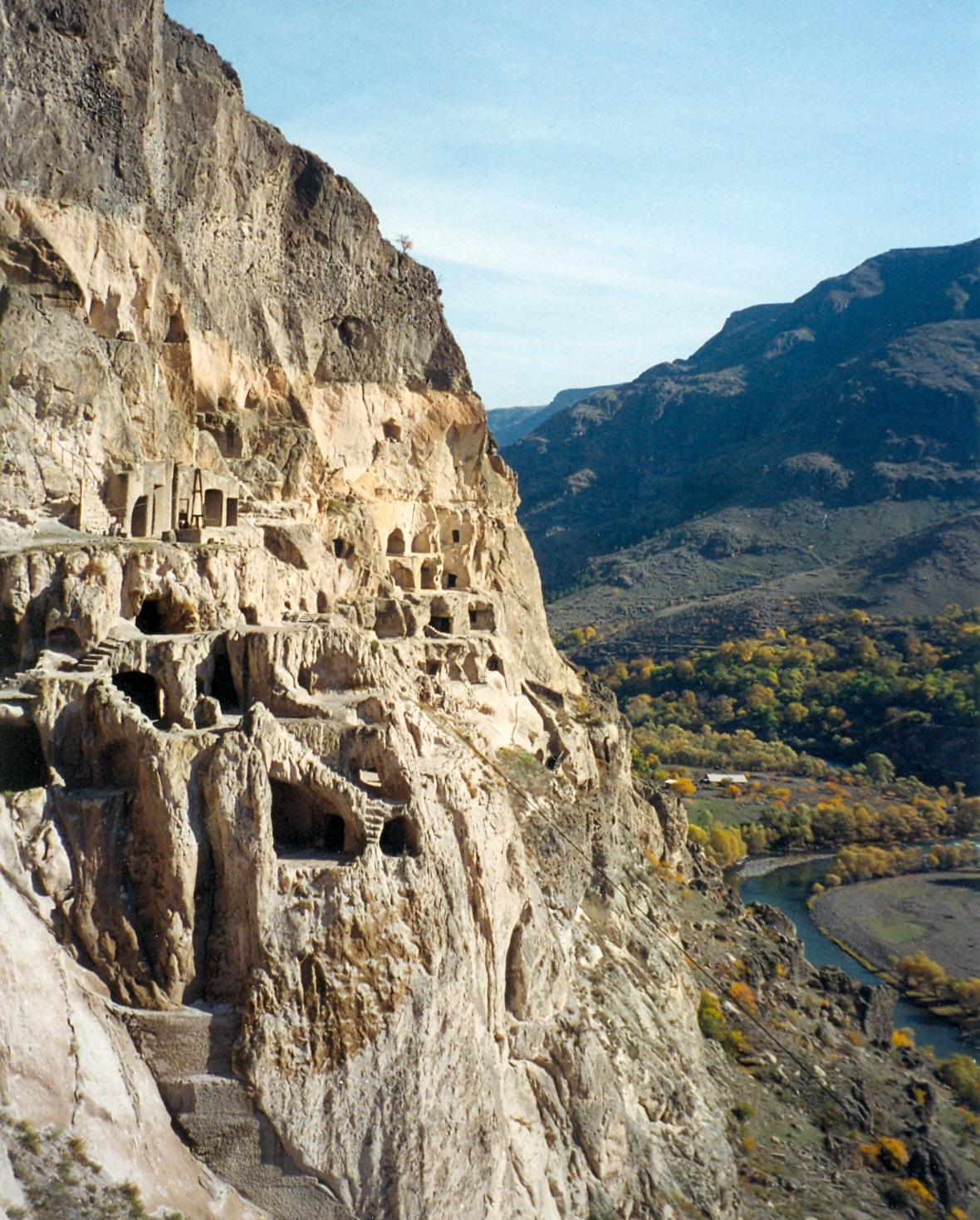
Vardzia

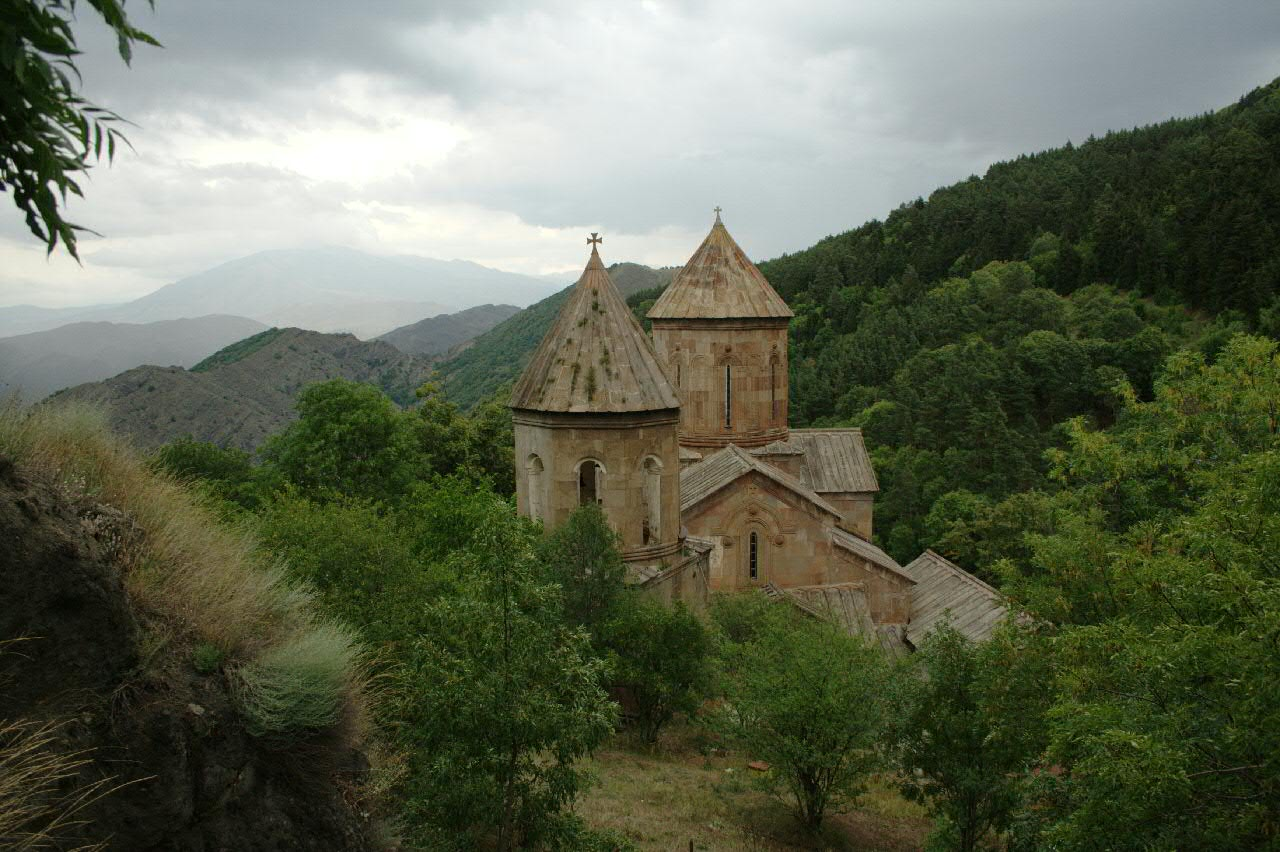
Monasterio Sapara

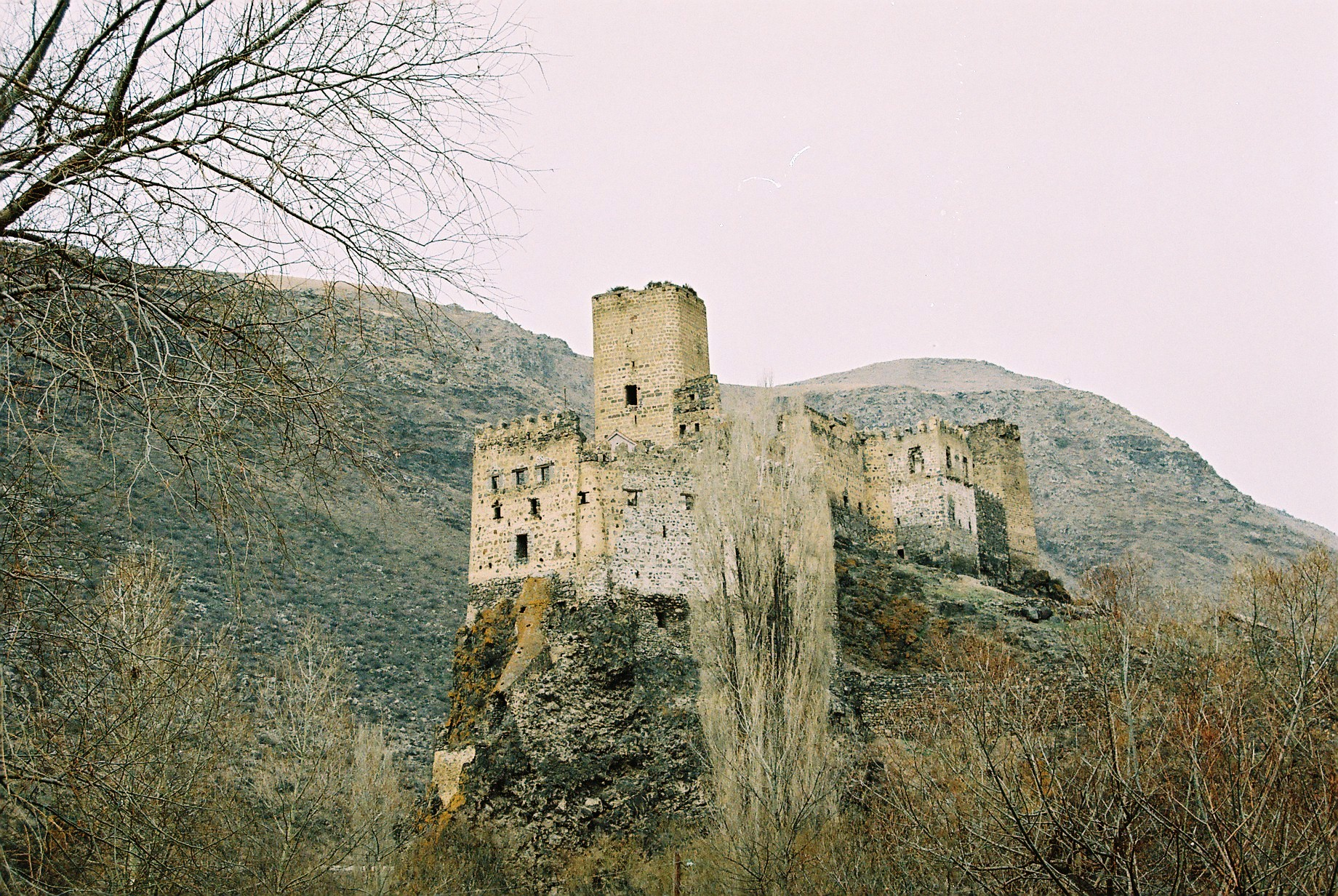
Jertvisi

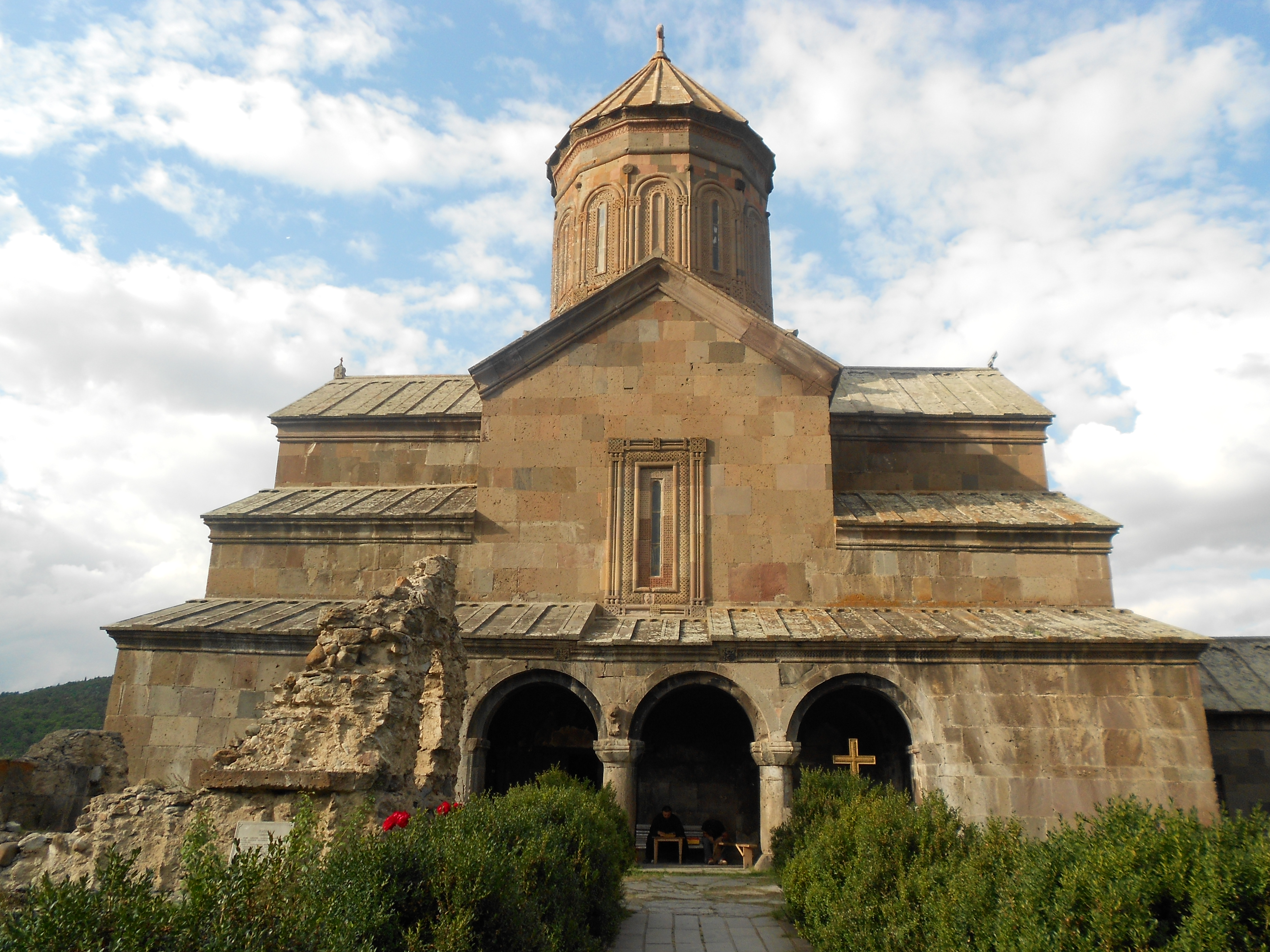
El monasterio de Zarzma

Vardzia es un monasterio medieval construido en la roca de las montañas de Georgia. Fue construido en tiempos de la Reina Tamara de Georgia en 1185. Posee una excelente muestra de pintura medieval georgiana. El monasterio fue construido como protección contra los mongoles, y consistió en más de seis mil apartamentos en un complejo de trece pisos. La ciudad incluye una iglesia, un salón del trono, y un complejo sistema de riego de las tierras de cultivo en terrazas. El único acceso al complejo a través de unos túneles bien escondido cerca del río Mtkvari (río Kura). Hoy en día es unos de los lugares más turísticos de Georgia.
Vanis Kvabebi (en español: "Cuevas de Vani") es un monasterio cueva en la región de Samtsje-Yavajeti en Georgia cerca de la ciudad de Aspindza y también es la ciudad cueva más famosa de Vardzia. El complejo data del siglo VIII y consiste en una muralla defensiva construida en 1204 y de un laberinto de túneles construidos en varios niveles en la ladera de la montaña.
En el complejo también existen dos iglesias. La más reciente es una iglesia de piedra, que se encuentra en muy buen estado de conservación, cerca de lo más alto de la muralla, y una iglesia más pequeña en forma de cúpula está colgando de la roca en el nivel más superior de los túneles.
El monasterio de Zarzma es un monasterio medieval ortodoxo que se sitúa el pueblo de Zarzma al suroeste de Georgia. El monasterio de Zarzma está en el valle del río de Kvabliani, en el municipio Adigueni, a unos 30 km al oeste de la ciudad de Ajaltsije. Es un complejo de edificios dominado por una iglesia con cúpula, una de las más grandes de Georgia, y un campanario. El monasterio de Zarzma se ha convertido un lugar de peregrinación y de turismo. La primera iglesia en el sitio fue construida probablemente en el siglo octavo, por el monje Serapión, cuya vida se relata en la novela hagiográfica por Basilio de Zarzma.
La fortaleza de Jertvisi es una de las más antiguas fortalezas en Georgia y fue funcional a lo largo del período feudal de Georgia. La fortaleza fue la primera construida en el siglo II. La iglesia fue construida en el año 985, y las paredes presentan construir en 1354. En el siglo XVI la región del sur de Georgia fue invadida por los turcos. Durante los siguientes 300 años han sido dueños de Jertvisi también. A finales del siglo XIX el ejército georgiano y el ruso reganaron los territorios perdidos y Jertvisi se convirtió en la base militar de las tropas rusas y georgianas. La fortaleza de Jertvisi está situada en la colina rocosa en el estrecho cañón en la confluencia de los ríos y Mtkvari y Paravani.

### Borjomi (agua mineral)

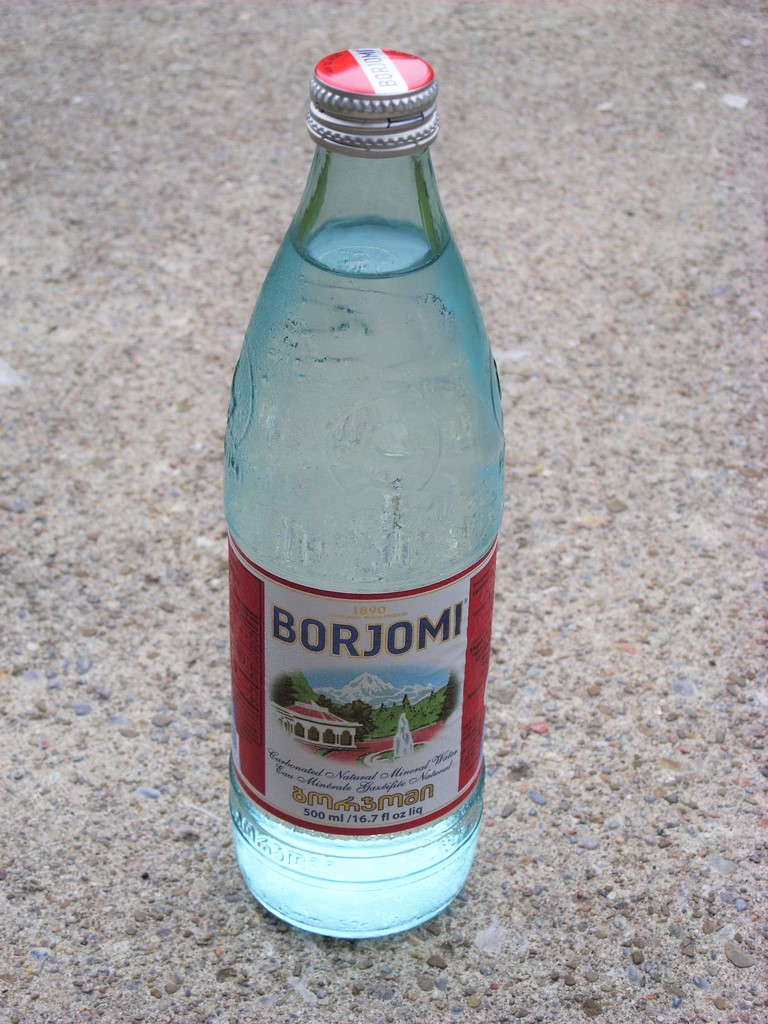

Borjomi (en georgiano: ბორჯომი; en ruso: Боржоми) es una marca de agua mineral naturalmente carbonatada proveniente de los manantiales localizados en el valle de Bordshomi en Georgia central. Los manantiales artesianos situados en el valle son alimentados por agua que se filtra desde los glaciares que cubren las cúspides de los montes Bakuriani a altitudes de hasta2300 m. El agua sube hasta la superficie sin ser bombeada y es transportada por tuberías a las tres plantas embotelladoras que existen en el pueblo de Bordshomi.
Los manantiales de Bordshomi fueron descubiertos por el Ejército Imperial Ruso en los años 1820. Cobraron fama a lo largo del Imperio ruso, convirtiendo a Bordshomi en un popular destino turístico. La historia de la marca se encuentra estrechamente relacionada con la dinastía imperial rusa de los Romanov. Para la década de 1890, el agua "Borjomi" era embotellada en las propiedades georgianas del gran duque Miguel Nikoláyevich de Rusia. Después de la revolución rusa de 1917 y la subsecuente apoderación soviética de Georgia, la empresa de Borjomi fue nacionalizada y el agua fue convertida en una de las principales exportaciones de la Unión Soviética.
El agua Borjomi es la tercera mayor exportación de Georgia y es vendida en más de 30 países. Desde 1995, Borjomi ha sido controlada y producida por la Georgian Glass and Mineral Water Company (GG&MW). El uso de agua Borjomi ha sido sugerido por investigadores georgianos y rusos para complejos tratamientos de varias enfermedades digestivas y de diabetes mellitus.

## Distritos de Samtsje-Yavajeti
| Distrito                                              | Bandera | Población (hab.) | Superficie (km²) | Demografía                                                       | Mapa |
| ----------------------------------------------------- | ------- | ---------------- | ---------------- | ---------------------------------------------------------------- | ---- |
| Distrito de Ajaltsije (ახალციხის მუნიციპალიტეტი)      |         | 38 895           | 1010             | Georgianos (68.0%) Armenios (30.9%)                              |      |
| Distrito de Ajalkhalakhi (ახალქალაქის მუნიციპალიტეტი) |         | 45 070           | 1235             | Armenios (92.9%) Georgianos (6.8%)                               |      |
| Distrito de Adigueni (ადიგენის მუნიციპალიტეტი)        |         | 16 462           | 800              | Georgianos (97.1%) Armenios (2.3%)                               |      |
| Distrito de Aspindza (ასპინძის მუნიციპალიტეტი)        |         | 10 372           | 825              | Georgianos (86.4%) Armenios (13.3%)                              |      |
| Distrito de Borjomi (ბორჯომის მუნიციპალიტეტი)         |         | 25 214           | 1189             | Georgianos (87.2%) Armenios (8.6%) Osetios (1.3%) Griegos (1.2%) |      |
| Distrito de Ninotsminda (ნინოწმინდის მუნიციპალიტეტი)  |         | 24 491           | 1354             | Armenios (95.0%) Georgianos (4.2%) Rusos (0.8%)                  |      |